# Pfarrkirche Puchkirchen am Trattberg

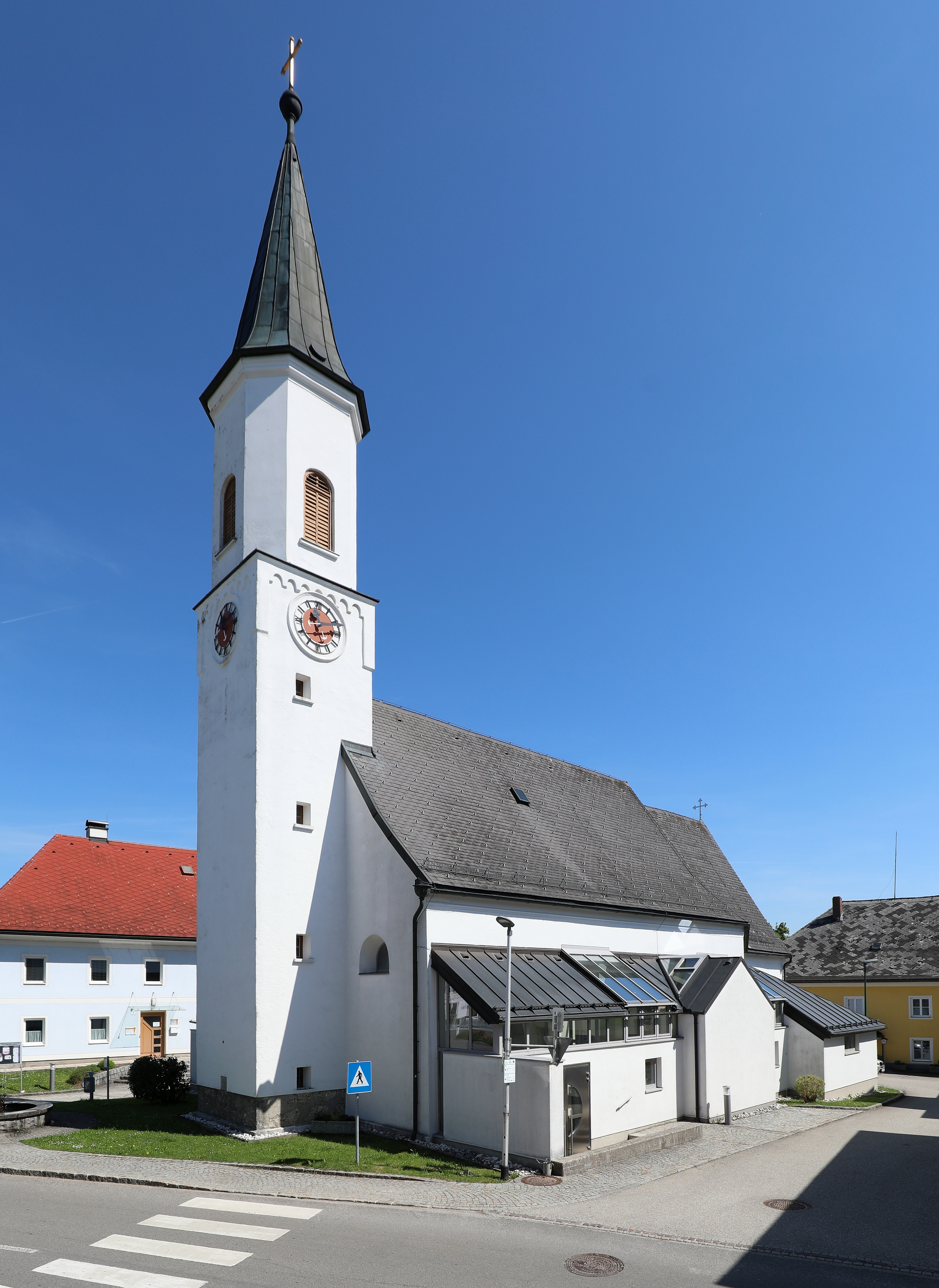
Kath. Pfarrkirche hl. Jakobus der Ältere in Puchkirchen am Trattberg

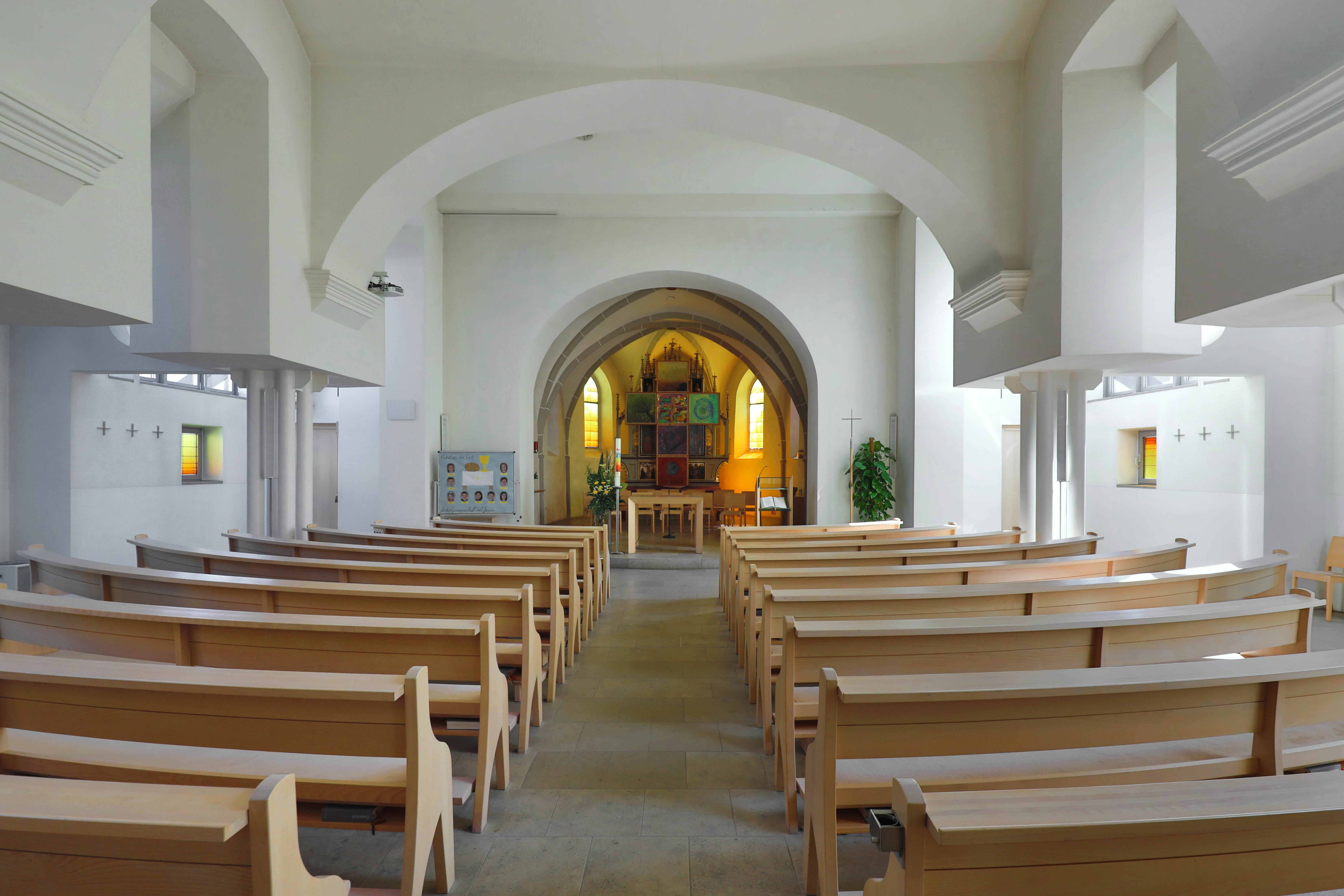
Innenansicht Richtung Hochaltar

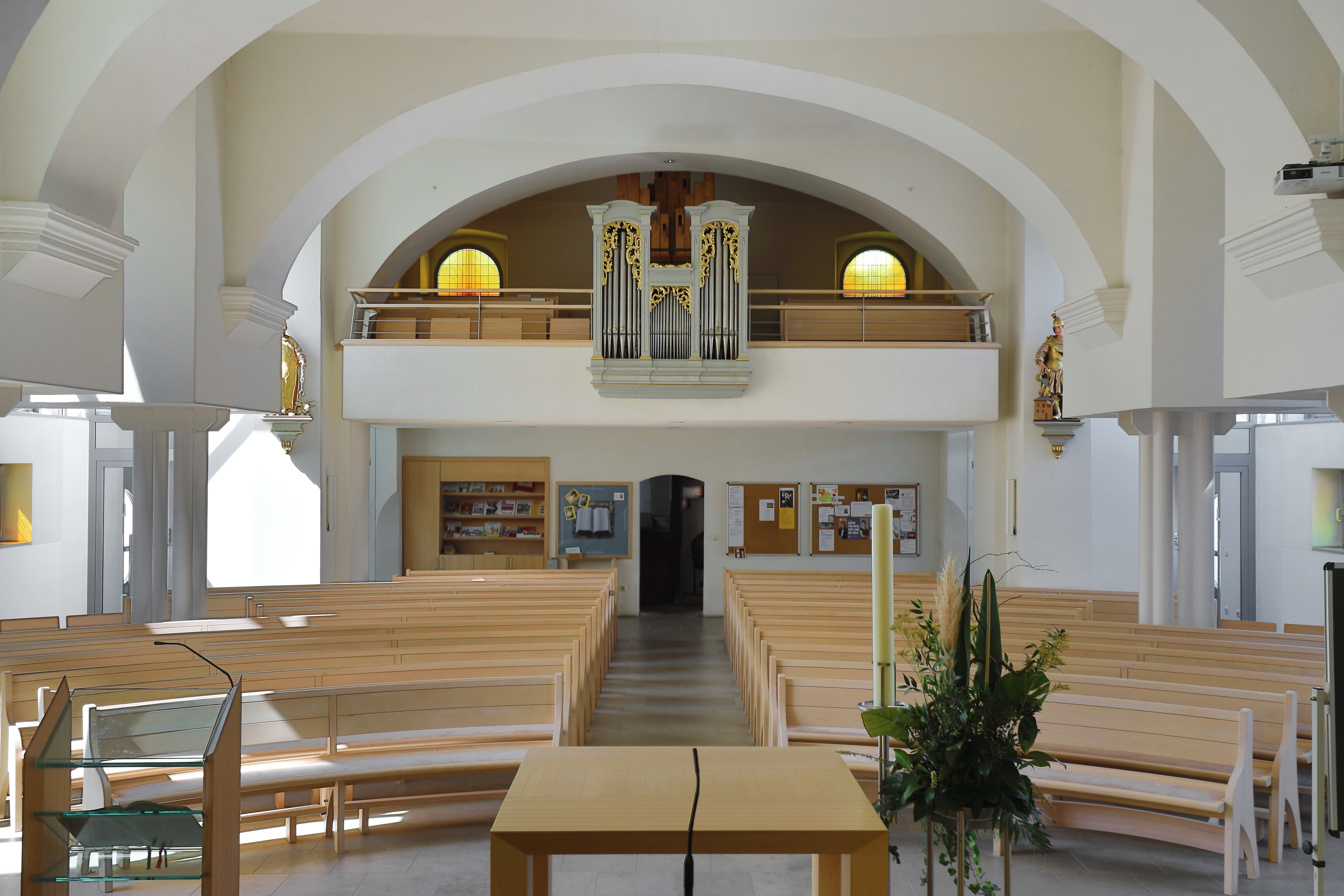
Innenansicht Richtung Empore

Die römisch-katholische Pfarrkirche Puchkirchen am Trattberg steht in der Gemeinde Puchkirchen am Trattberg im Bezirk Vöcklabruck in Oberösterreich. Die dem heiligen Jakobus dem Älteren geweihte Kirche gehört zum Dekanat Schwanenstadt in der Diözese Linz. Die Kirche und die ehemalige Friedhofsfläche stehen unter Denkmalschutz.

## Geschichte
Die Kirche wurde erstmals 1422 urkundlich genannt. 1675 wurde die als „Kapelle der 14 Nothelfer“ bezeichnete Kirche in Verbindung mit dem Vikariat Neukirchen an der Vöckla genannt. 1784 wurde die Kirche infolge der vorübergehenden Erhebung Puchkirchens zur (Lokal-)Pfarre Pfarrkirche. Nach der endgültigen Erhebung zur Vollpfarre 1847 wurden das Langhaus und der Westturm 1854–1856 neu erbaut. 1938 wurde die Kirche innen restauriert, ebenso 1974. 1954 und 1982 erfolgten Außenrenovierungen, wobei Letztere mit der Kreuzsteckungsfeier abgeschlossen wurde. Eine völlige Neugestaltung erfolgte 2000/2001. Die Wiedereinweihung durch Diözesanbischof Maximilian Aichern fand am 8. September 2001 statt.

## Architektur
Der einjochige kreuzrippengewölbte gotische Chor schließt mit einem Fünfachtelschluss. Das einschiffige vierjochige Langhaus ist mit preußischen Kappen auf Gurten gewölbt. Der Westturm trägt einen Spitzhelm. Auf Grund der architektonischen Neugestaltung 2000/2001 wurden die seitlichen Zubauten abgebrochen und zwei neue, symmetrisch zum Kirchenschiff angestellte Seitenschiffe errichtet. Es entstand ein offener, kommunikativ gestalteter, schlichter Feierraum mit einer halbkreisförmigen Bankanordnung, wobei auf Helligkeit und Licht (Entwurf für die Fenster, den Altar, den Ambo und den Tabernakel von Inge Dick) besonders geachtet wurde.

## Ausstattung
Der neugotische Hochaltar – im Aufsatz spätgotisch – trägt eine überschnitzte Statue des hl. Jakobus des Älteren um 1500. Er wurde 1885 von Josef Rungaldier aus Gröden hergestellt. Die beiden frühbarocken Seitenaltäre um 1640 zeigen zwei aus dem Jahr 1941 stammende Bilder: Herz-Jesu-Christkönig und Herz Mariä-Unbefleckte Empfängnis. Die Orgel mit 7 Registern hat vermutlich 1879 Orgelbau Breinbauer errichtet und wurde 2001 renoviert.
Die älteste Glocke wurde 1615 gegossen und verblieb als einzige sowohl während des Ersten als auch während des Zweiten Weltkriegs in der Kirche.